# ميخائيل جنكينز
ميخائيل جنكينز (بالإنجليزية: Michael Jenkins)‏ هو لاعب كرة قدم أمريكية أمريكي، ولد في 18 يونيو 1982 في تامبا في الولايات المتحدة.

## وصلات خارجية
- ميخائيل جنكينز على موقع مرجع كرة القدم المحترفة.كوم (الإنجليزية)